# كأس إيطاليا 1994–95
كأس إيطاليا 1994–95 (بالإيطالية: Coppa Italia 1994-1995)‏ هو الموسم 48 من كأس إيطاليا. أقيم خلال الفترة 21 أغسطس 1994 وحتى 11 يونيو 1995، وأشرف على تنظيمه اتحاد إيطاليا لكرة القدم، وكان عدد الأندية المشاركة فيه 48، وفاز فيه يوفنتوس.